# Palazzo a Prato (Pergine Valsugana)
Palazzo a Prato è un palazzo situato in via Tomaso Maier a Pergine Valsugana, in provincia di Trento.

## Storia

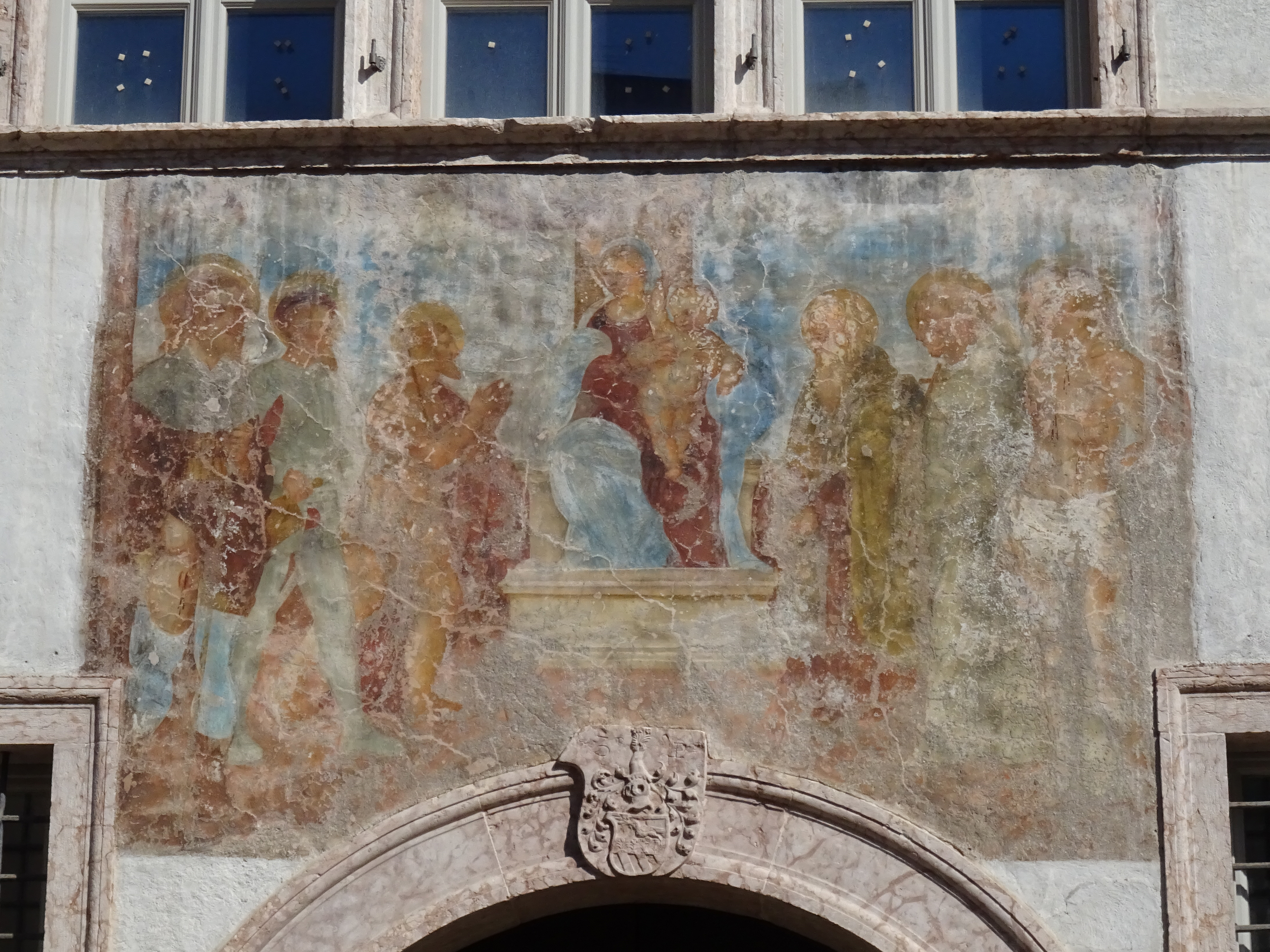
L'affresco in facciata attribuito al Fogolino

Il palazzo sorse all'inizio del Cinquecento, e prende il nome dalla famiglia nobile a Prato; venne probabilmente rimaneggiato più avanti nel secolo, forse in occasione del concilio di Trento. Nel Settecento, quando il ramo perginese degli a Prato si estinse, il palazzo passò in mano alla famiglia Paoli, che rinnovò gli interni intorno al 1740, e che lo fece rialzare di un piano nel 1804. Nel 2007 l'edificio è stato sottoposto a restauro.

## Descrizione

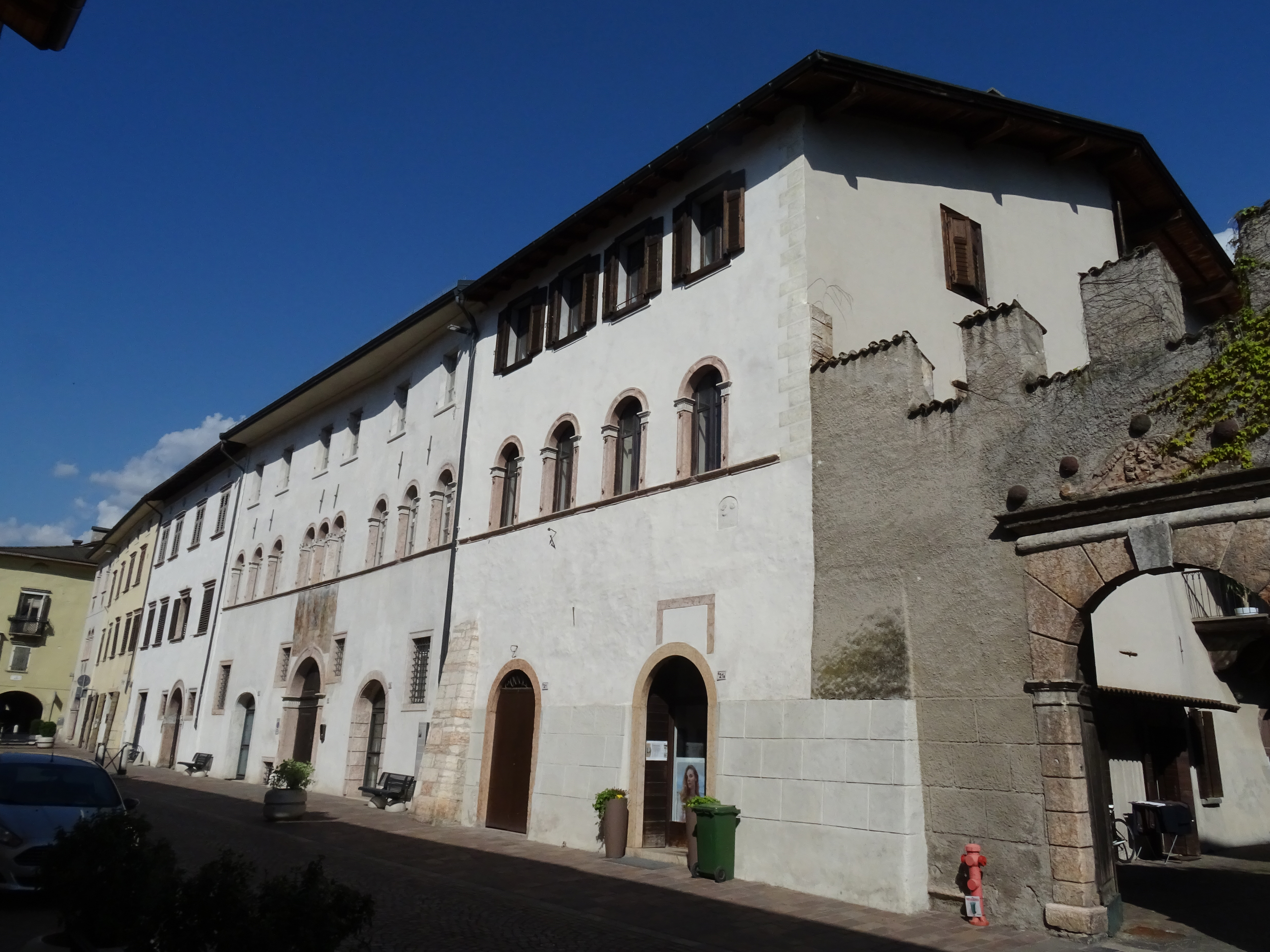
Vista del palazzo da destra; in primo piano, il portale d'accesso al cortile

L'edificio è formato da un corpo di fabbrica principale, affacciato su via Maier; sul retro, a est, si innesta perpendicolarmente un'ala, al cui termine parte una terza ala, parallela al corpo principale, così che l'intero edificio assume una forma a "U" irregolare, con al centro un cortile interno. La struttura originaria del palazzo è suddivisa oggi in diversi numeri civici, dal 15 al 23, ed è destinata ad uso abitativo o commerciale. Nel palazzo si trovano anche due cappelle: una nell'ala centrale, l'altra nell'estremità orientale del corpo principale (che appartiene ora a una differente particella edificale). 
L'edificio ha tre piani; la facciata che dà su via Maier è caratterizzata dal portale principale con arco a tutto sesto, decorato in chiave di volta con lo stemma della famiglia a Prato. Dal portale principale si accede a un androne pavimentato in ciottoli, coperto da volta a botte ribassata unghiata, che dà sul cortile interno.
Il primo piano è aperto da monofore e, al centro, in asse col portale, da una trifora: le finestre, tutte appoggiate su un cornicione marcapiano, hanno pilastrini in pietra, con capitelli di stile tuscanico-albertiano per le monofore, e con fiori e volute per la trifora. Il secondo piano, che è più recente degli altri, ha invece finestre rettangolari. All'estremità destra del palazzo si trova un murlo a merli guelfi coperti da coppi, con portale a tutto sesto che dà accesso a una corte su cui si affacciano, oltre alle varie ali del palazzo, anche altri edifici: lo spazio sopra al portale è ornato da un fastigio floreale a volute contenente lo stemma degli a Prato, e da cinque palle in porfido. 

### Affreschi
Sopra al portale d'ingresso campeggia un affresco databile tra il 1527 e il 1558, attribuito a Marcello Fogolino: esso raffigura la Madonna in Maestà con Gesù bambino e, da sinistra, i santi Rocco, Giorgio, Giovanni Battista, Antonio abate, Domenico e Sebastiano. Un altro affresco si trova sul retro dell'edificio, sopra alla scala esterna: molto rovinato, risalente forse al XVIII secolo, rappresenta la Madonna dell'Aiuto, in un'iconografia ispirata alla Mariahilf di Lucas Cranach il Vecchio.